# Brazuelo
Brazuelo é um município da Espanha na província de León, comunidade autónoma de Castela e Leão, de área 98,20 km² com população de 340 habitantes (2004) e densidade populacional de 3,46 hab./km².

## Demografia
| Variação demográfica do município entre 1991 e 2004 | Variação demográfica do município entre 1991 e 2004 | Variação demográfica do município entre 1991 e 2004 | Variação demográfica do município entre 1991 e 2004 |
| --------------------------------------------------- | --------------------------------------------------- | --------------------------------------------------- | --------------------------------------------------- |
| 1991                                                | 1996                                                | 2001                                                | 2004                                                |
| 376                                                 | 370                                                 | 361                                                 | 340                                                 |